# 白彦花小庙子
白彦花小庙子，位于内蒙古自治区巴彦淖尔市乌拉特前旗白彦花镇，是一座藏传佛教格鲁派寺院。

## 简介
小庙子位于白彦花镇。1934年，九世班禅来到乌拉特地区专程拜访这里的寺庙，第一站便到白彦花镇小庙子，住了一个晚上，第二天即启程向西赴西公旗（今乌拉特前旗）的公庙。
2009年4月8日，白彦花小庙子被公布为第一批巴彦淖尔市文物保护单位。